# Ivo Cornelis
Ivo Cornelis, voluit Ivo Ernestus Josephus Maria Melania Franciscus de Paulo Cornelis (Niel, 14 oktober 1887 - Antwerpen, 11 juli 1958) was een Belgisch rooms-katholiek priester en oprichter van de Jongenstehuizen Ivo Cornelis.
Cornelis was zoon van een arts en liep school in het Sint-Gummaruscollege te Lier. Hij volgde een priesteropleiding in het Groot-Seminarie te Mechelen en de pauselijke universiteit Gregoriana te Rome. In 1910 werd hij tot priester gewijd. In 1912 werd hij leraar Nederlands in het Klein-Seminarie te Basse-Wavre en het jaar daarop werd hij benoemd tot onderpastoor van de Sint-Romboutsparochie in Mechelen. Dit zou hij blijven tot 1938.
In 1921 nam Cornelis twee weesjongens op in zijn huis in Mechelen en datzelfde jaar stichtte hij het naar hem genoemde jongenstehuis, geholpen door zijn vriend en politicus Alfons Verbist. In 1930 verhuisde het jongenstehuis naar de Wollemarkt in Mechelen en in 1933 werd er een vakantiehuis geopend in Weelde. In 1935 werd de stichting omgevormd tot een vzw en er werden verschillende tehuizen voor jongens geopend in de provincies Antwerpen en Vlaams-Brabant, ook nog na de dood van Cornelis. Jongenstehuizen Ivo Cornelis gingen daarna op in de organisatie Jeugdzorg Emmaüs.
De Ivo Cornelisstraat in Mechelen is naar hem genoemd.